# Gruppe F (DMSB)
Die Gruppe F ist eine nationale Fahrzeuggruppe im Automobilsport, die 1989 von der ONS ins Leben gerufen wurde. Heutzutage wird das Reglement vom DMSB definiert.

## Geschichte
Hervorgegangen ist sie aus der technisch recht freizügigen Gruppe H. Diese wurde 1984 erstmals ausgeschrieben, wurde aber in zwei Kategorien H-international und H-national (für nationale Veranstaltungen) unterteilt. Die letztere hatte stärkere Einschränkungen bezüglich Fahrzeugmodifikationen und Sicherheitsausrüstung, war also eher eine „Gruppe H light“. Dies wurde bis heute erhalten. Offiziell wurde die Gruppe F nun von 2005 an bis Ende 2009 als Gruppe F-2005 bezeichnet und sollte auch nicht mit der internationalen Gruppe F der FIA für Renntrucks verwechselt werden.
Seit Anfang 2010 entfällt der Zusatz „–2005“ und diese Gruppe heißt nun wieder Gruppe F.

## Technische Bestimmungen
In der Gruppe F sind nur Fahrzeuge startberechtigt, welche in einer Stückzahl von mind. 200 identischen Fahrzeugen in 12 aufeinanderfolgenden Monaten hergestellt wurden. Im Fahrzeugbrief muss der Tag der Erstzulassung eingetragen sein. Darüber hinaus müssen die Fahrzeuge über den normalen Vertriebsweg für jedermann frei erhältlich gewesen sein. Die Fahrzeuge müssen zum öffentlichen Straßenverkehr oder durch einen DMSB-Wagenpass ausgestellt für die Gruppe F (Ausnahme: Rallye-Fahrzeuge) zugelassen sein. Die Erstzulassung darf nicht vor dem 1. Januar 1966 liegen, die Fahrzeuge dürfen keine alternativen Antriebe (z. B. Elektrisch; Hybrid, Gas) aufweisen und die Fahrzeughöhe darf 160 cm nicht überschreiten.
Der Hersteller muss in der Herstellerliste für die Gruppen F und H des DMSB verzeichnet sein. Mit Stand 2023 umfasst diese Liste 20 Hersteller. Seit 2018 können auch Fahrzeuge mit ausländischer Straßenzulassung nach Gruppe F zugelassen werden.
Erlaubte Modifikationen gemäß dem DMSB-Reglement sind z. B. die Änderung des Motorhubraums, Bearbeitung bestimmter Motorenteile (z. B. Nocken- und Kurbelwelle, Kolben, Pleuel, Zündteile, Ölwanne, Ventildeckel, Lager und Motoraufhängungsteile), Kraftstoffpumpen und Luftfilter, mechanischen Bauteile innerhalb des Getriebegehäuses, die Kupplung, der Achsantrieb, die Getriebeaufhängungsteile und alle anderen kraftübertragenden Teile, wobei zum Teil die Anordnung bzw. die Konfiguration der ausgetauschten Teile denen des Serienfahrzeugs entsprechen muss. Für den Motor, das Getriebe und das Differenzial sind Ölkühler und die dafür notwendigen Leitungen und Pumpen freigestellt.
Bremsanlage, Lenkung und radgeometrische Daten sind freigestellt. Material, Einpresstiefe, Durchmesser und Form der Räder sind freigestellt. Slicks dürfen nur beim Slalomsport, bei Bergrennen, bei Rundstreckenrennen und bei Leistungsprüfungen eingesetzt werden. Bei Rally-Prüfungen sind profilierte Reifen vorgesehen. Die serienmäßige Karosserie und/oder das Fahrgestell dürfen verstärkt oder erleichtert werden. Das Material der Motorhaube und der Kofferraumhaube ist freigestellt. Front-, Heck- und Seitenspoiler sind grundsätzlich freigestellt. Für alle Scheiben ist Sicherheitsglas vorgeschrieben. Darüber hinaus muss die Windschutzscheibe aus Verbund-Hartglas bestehen. Die elektrische Ausrüstung und die Beleuchtungsausrüstung der Fahrzeuge sind freigestellt, sie müssen jedoch der StVZO entsprechen.
In allen Fahrzeugen – mit Ausnahme des Slalomsports – muss ein Überrollkäfig aus Stahl eingebaut sein. Mit Ausnahme des Slalomsports sind für die Insassen FIA-homologierte bzw. ehemals FIA-homologierte Gurte mit Dreh- oder Druckverschluss vorgeschrieben. Feuerlöscher sind vorgeschrieben.

## Einsatzserien
Anwendung findet das technische Reglement in vielen Rennserien, wie der Deutschen Bergmeisterschaft oder der Deutschen Rennslalom-Meisterschaft oder der Rundstrecken Challenge Nürburgring (RCN).